# SS-tatuering
SS-tatuering eller blodgruppstatuering (tyska Blutgruppentätowierung) var en tatuering som bars av medlemmar i SS och angav bärarens blodgrupp. Tatueringen var ungefär 7 millimeter lång och placerades på vänster arms undersida, cirka 20 centimeter ovanför armbågen. Syftet med blodgruppstatueringen var att kunna få kännedom om en soldats blodgrupp om denne var medvetslös och i behov av blodtransfusion.
Två SS-officerare som saknade tatueringen var Josef Mengele och Alois Brunner.

### Översättning
Den här artikeln är helt eller delvis baserad på material från engelskspråkiga Wikipedia, SS blood group tattoo, 5 januari 2015.